# Vlajka Čínské lidové republiky

Čínská vlajka
Poměr stran: 2:3

Čínská válečná vlajka
Poměr stran: 4:5

Čínská námořní válečná vlajka
Poměr stran: 4:5

Vlajka Čínské lidové republiky obsahuje tradiční čínské barvy a inspirovala se vlajkou Sovětského svazu. Je tvořena červeným listem o poměru stran 2:3, v jeho horním rohu je velká žlutá pěticípá hvězda, kterou obklopují čtyři menší žluté hvězdy, pootočené vždy tak, aby jeden jejich cíp směřoval do středu velké hvězdy.
Podle oficiální interpretace představuje velká hvězda společný program a jednotu lidu vedeného komunistickou stranou, malé hvězdy reprezentují dělníky, rolníky, malou buržoazii a vlastenecký kapitalismus, čtyři sociální skupiny, které se účastní společného programu socialistické výstavby. Červená je barvou revoluce, ale v minulosti symbolizovala Číňany. Vlajka byla zavedena v červenci roku 1949 a navrhl ji Ceng Lien-sung.
Zvláštní správní oblasti Čínské lidové republiky (Hongkong a Macao) mají historicky své vlastní vlajky.

## Galerie

Rozměry čínské vlajky
Hongkongská vlajka Poměr stran: 2:3
Macajská vlajka Poměr stran: 2:3
Tibetská vlajka (neužívá se v ČLR) Poměr stran: 5:8
Vlajka čínských pozemních sil Poměr stran: 4:5
Vlajka čínského letectva Poměr stran: 4:5

## Návrhy čínské vlajky

Čínská vlajka (1928–1949) Tchajwanská vlajka Poměr stran: 2:3
Návrh čínské vlajky (1949) Poměr stran: 2:3
Návrh čínské vlajky (1949) Poměr stran: 2:3
Návrh čínské vlajky (1949) Poměr stran: 2:3
Návrh čínské vlajky (1949) Poměr stran: 2:3
Návrh čínské vlajky (1949) Poměr stran: 2:3

Do roku 1949 používala Čína vlajku Kuomintangu, která je dosud státním symbolem Čínské republiky na Tchaj-wanu. Po vítězství komunistů v občanské válce vybíralo stranické vedení nové státní symboly. Největší podporu měl zpočátku návrh vlajky s jednou hvězdou a žlutým pruhem ve spodní části, symbolizujícím Žlutou řeku. Proti němu ale vystoupil generál Čang Č'-čung s tím, že to vypadá, jako by byla rudá barva revoluce přeškrtnuta. Mao Ce-tung tento argument uznal a rozhodl nakonec o přijetí vlajky s pěti hvězdami.